# Trần Thị Thu Thảo
Trần Thị Thu Thảo (* 15. Januar 1993 in Ho-Chi-Minh-Stadt) ist eine vietnamesische Fußballspielerin.

## Karriere

### Vereine
Auf Klubebene ist sie seit 2007 beim Hồ Chí Minh City I WFC aktiv.

### Nationalmannschaft
Von 2011 bis 2013 war sie in der U19 aktiv.
Erste Einsätze für die vietnamesische A-Nationalmannschaft sammelte sie spätestens ab der Qualifikation für das Olympiaturnier 2020, wo sie einmal über 90 Minuten eingesetzt wurde. Ein paar Jahre später folgten für sie dann noch die Asienmeisterschaft 2022 und weitere Freundschaftsspieleinsätze.
Am 2. Juli 2023 wurde sie für den finalen Kader bei der Weltmeisterschaft 2023 nominiert.